# Type-Moon
Type-Moon (タイプムーン Taipu Mūn) là một hãng visual novel Nhật Bản thành lập vào năm 2000 bởi tiểu thuyết gia Nasu Kinoko và họa sĩ Takeuchi Takashi. Công ty cũng được biết đến dưới tên Notes Co., Ltd. (有限会社ノーツ Yūgen-kaisha Nōtsu) cho việc xuất bản và các hoạt động doanh nghiệp. Sau khi phát triển nên visual novel nổi tiếng Tsukihime như một circle dojin soft, Type-Moon chính thức trở thành một công ty phát triển game và tạo nên visual novel kinh điển Fate/stay night. Cả hai tác phẩm trên đều được chuyển thể thành nhiều anime và manga, đem lại cho hãng một lượng lớn người hâm mộ trên toàn cầu.